# District de Krems
Le district de Krems (anciennement: district de Krems-campagne ; Bezirk Krems en allemand) est une subdivision territoriale du Land de Basse-Autriche en Autriche.

## Géographie

### Lieux administratifs voisins
|  |  |  |
|  |  |  |
|  |  |  |

## Communes
Le district de Krems-Land est subdivisé en 30 communes :
- Aggsbach
- Albrechtsberg an der Großen Krems
- Bergern im Dunkelsteinerwald
- Droß
- Dürnstein
- Furth bei Göttweig
- Gedersdorf
- Gföhl
- Grafenegg
- Hadersdorf-Kammern
- Jaidhof
- Krumau am Kamp
- Langenlois
- Lengenfeld
- Lichtenau im Waldviertel
- Maria Laach am Jauerling
- Mautern an der Donau
- Mühldorf
- Paudorf
- Rastenfeld
- Rohrendorf bei Krems
- Rossatz-Arnsdorf
- Sankt Leonhard am Hornerwald
- Schönberg am Kamp
- Senftenberg
- Spitz
- Straß im Straßertale
- Stratzing
- Weinzierl am Walde
- Weißenkirchen in der Wachau